# Reciclable (álbum)
Reciclable es el cuarto álbum de la banda argentina Super Ratones. Fue publicado en 1995 y los devuelve a un estilo más pop con un material muy variado, donde sobresalen las canciones "Con cariño, yo" y una versión es español del clásico de Bob Dylan "My Back Pages".

## Historia
La relación con la discográfica Barca, que había comenzado a resquebrajarse durante la grabación de su disco anterior, se termina de romper definitivamente con "Reciclable".
El álbum fue registrado en los TR Estudios Digitales, con Edgardo Rapetti como técnico de grabación y Elio Barbeito y Super Ratones como productores.

"'Después de 'Aire para respirar', la relación con la compañía se rompió y quisimos irnos pero nos refregaron el contrato que nos ataba por más discos. Así, queríamos seguir pero no sabíamos para donde. Sólo nos quedó ponernos a componer lo que tuviéramos ganas. Otra vez el resultado fue un disco en el que las canciones tienen muy poco que ver unas con otras. Acá conviven rock, calypso, un cover de Dylan (buena traducción), temas al estilo de los Hollies (nuestros preferidos de entonces), un cierre a la Little Richard y más, y más..."
Fernando Blanco

"Reciclable" incluye tres covers. El primero es “Lo siento Susana”, una versión de la canción “Sorry Suzanne” de la banda británica The Hollies. El segundo es "Ámame", adaptación de "Love Me" de los compositores Jerry Leiber y Mike Stoller, popularizada originalmente por Elvis Presley en 1956.
La tercera versión es “Mis páginas del pasado” (“My Back Pages”). Bob Dylan grabó esta canción por primera vez en 1964, acompañado de una guitarra acústica. Pero el tema se volvió famoso gracias a la versión en vivo de 1993 (en el concierto por el 30.º aniversario de carrera de Dylan). Esa versión es eléctrica y mucho más dinámica que la original. En los arreglos de la versión de Super Ratones se intercalan las voces de Fernando Blanco, Person y Mario Barassi.
Es un disco muy difícil de encontrar, puesto que se encuentra descatalogado y no está disponible en las distintas plataformas de streaming.

## Lista de canciones
| N.º | Título                        | Autores y compositores |
| --- | ----------------------------- | ---------------------- |
| 1.  | Con Cariño, Yo                | Blanco / Properzi      |
| 2.. | Fiebre De Verano              | Blanco / Properzi      |
| 3.  | Lo Siento Susana              | Stephens / Macaulay    |
| 4.  | Por La Cuerda Floja           | Blanco / Properzi      |
| 5.  | Mi Última Noche               | Blanco / Properzi      |
| 6.  | Mala Sangre                   | Barassi                |
| 7.  | La Paloma                     | Blanco / Properzi      |
| 8.  | Ámame                         | Leiber / Stoller       |
| 9.  | Calypso De Amor               | Blanco / Properzi      |
| 10. | Esta Vez Voy A Quedarme       | Blanco / Properzi      |
| 11. | Sólo Queda El Amor            | Blanco / Properzi      |
| 12. | Días De Sol                   | Blanco / Properzi      |
| 13. | Mis Páginas Del Pasado        | Dylan                  |
| 14. | No Me Pidas Más               | Barassi                |
| 15  | Los Sonidos Del Mar           | Blanco / Properzi      |
| 16. | Paf-Boom-Bam-Zip-Zap-Boom-Bam | Blanco / Properzi      |

## Músicos
- Fernando Blanco: bajo, voz.
- Mario Barassi: guitarra, voz.
- José Luis Properzi: batería, percusión y voz.
- Oscar Granieri: guitarra líder, voz.